# Grace Blakeley

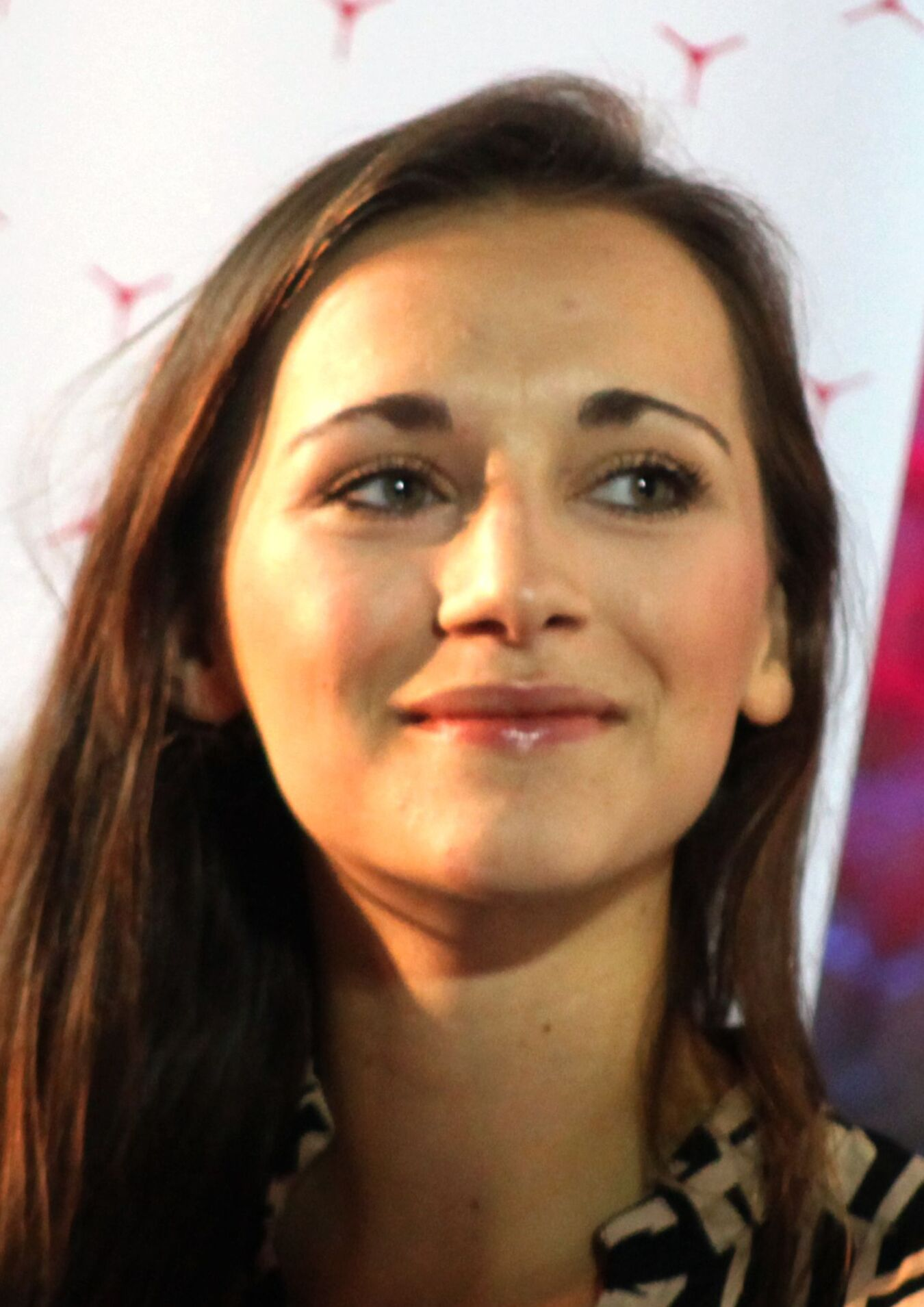
Grace Blakeley, 2018

Grace Blakeley (* 26. Juni 1993 in Basingstoke) ist eine britische Ökonomin, Autorin und politische Kommentatorin.

## Leben
Blakeley wurde in eine politisch aktive Familie in Basingstoke, England, geboren. Ihre Eltern waren Teil der Solidaritätskampagne für Nicaragua, und ihre Kindheit war von politischen Diskussionen und frühen Einblicken in marxistische Theorien geprägt. Sie besuchte das Lord Wandsworth College und später das Sixth Form College in Farnborough. Anschließend studierte sie Philosophie, Politik und Wirtschaftswissenschaften am St. Peter’s College der Universität Oxford, gefolgt von einem Masterstudium in Afrikanischen Studien am St. Antony’s College, ebenfalls in Oxford.

## Wirken
Blakeleys Arbeit setzt sich kritisch mit dem Kapitalismus auseinander und unterstützt sozialistische Ansätze. Sie gelangte zur Überzeugung, dass der Kapitalismus schwerwiegende soziale und ökologische Probleme verursacht. Sie veröffentlichte mehrere Bücher, darunter Stolen: How to Save the World from Financialisation und Vulture Capitalism: Corporate Crimes, Backdoor Bailouts & the Death of Freedom, die sich mit den Auswirkungen der Finanzialisierung und der Macht multinationaler Unternehmen auseinandersetzen. Blakeley ist zudem als Redakteurin beim Tribune Magazine tätig und tritt regelmäßig in politischen Fernsehsendungen auf, wo sie ihre Ansichten teilt und für progressive politische Veränderungen eintritt. Ihre Arbeit findet breite Anerkennung und hat Diskussionen sowohl in akademischen Kreisen als auch in der Öffentlichkeit angeregt.
Im Oktober 2024 gehörte Blakeley zu den Unterzeichnern eines Aufrufs zum Boykott israelischer Kulturinstitutionen, „die an der überwältigenden Unterdrückung der Palästinenser mitschuldig sind oder diese stillschweigend beobachtet haben“.
Blakeley beschreibt sich selbst als demokratische Sozialistin und sieht sich in der marxistischen Tradition, in deren Mittelpunkt die menschliche Freiheit stehe. Sie kritisiert sowohl die zentralisierte Planwirtschaft sozialistischer Staaten als auch die Planung im Kapitalismus, die durch private Interessen geprägt sei und von mächtigen Eliten dominiert werde. Blakeley argumentiert, dass der Kapitalismus entgegen weitverbreiteter Annahmen keine freien Märkte schaffe, sondern von monopolistischen Unternehmen wie Google und Amazon durch das Setzen ihrer eigener Marktbedingungen bestimmt werde. Aus ihrer Sicht sind politische Entscheidungen häufig auf die Interessen finanzstarker Akteure ausgerichtet und gehen auf Kosten der allgemeinen Bevölkerung. Blakeley ruft zum Aufbau einer gerechteren Gesellschaft von unten dazu auf, sich aktiv politisch zu organisieren, etwa in Gewerkschaften, sozialen Bewegungen und Kooperativen.

## Veröffentlichungen (Auswahl)
- Stolen. How to Save the World from Financialisation. Repeater Books, London 2019, ISBN 978-1-912248-37-7.
  - Stolen. So retten wir die Welt vor dem Finanzkapitalismus. Brumaire, Berlin 2021, ISBN 978-3-948608-20-0.
- (Hrsg.): Futures of Socialism. The Pandemic and the Post-Corbyn Era. Verso, London 2020, ISBN 978-1-83976-133-1.
- The Corona Crash. How the Pandemic Will Change Capitalism. Verso, London 2020, ISBN 978-1-83976-205-5.
- Vulture Capitalism. Corporate Crimes, Backdoor Bailouts and the Death of Freedom. Astria Books, New York 2024, ISBN 978-1-5266-3810-6.
  - Die Geburt der Freiheit aus dem Geist des Sozialismus. Wie das Kapital die Demokratie zerstört. Tropen, Stuttgart 2025, ISBN 978-3-608-50274-9.